# Elatostema volubile
Elatostema volubile är en nässelväxtart som först beskrevs av Adolph Daniel Edward Elmer, och fick sitt nu gällande namn av H. Schröter. Elatostema volubile ingår i släktet Elatostema och familjen nässelväxter. Inga underarter finns listade i Catalogue of Life.